# Evžen Sobek
Evžen Sobek (* 4. června 1967, Brno) je český reportážní a dokumentární fotograf a pedagog.

## Rodina a studium
Vyrůstal v rodině vysokoškolského učitele a zdravotní sestry. V mládí se zajímal o průmyslový design, nakonec však vystudoval Střední průmyslovou školu strojnickou v Kotlářské ulici v Brně (absolvoval v roce 1985) a obor počítačové navrhování strojních soustav na Vysokém učení technickém v Brně (1991). Zde se seznámil s lektorem angličtiny Čechokanaďanem Frankem Koukalem, který v něm probudil zájem o fotografii. Přihlásil se na Institut tvůrčí fotografie Slezské univerzity v Opavě, který dokončil v roce 1997 (BcA.) a 2000 (MgA.).

## Práce
Sobek je majitelem a pedagogem Fotoškoly Brno a bývalým kurátorem Galerie Artistů v Brně. V roce 2005 se stal spoluzakladatelem mezinárodní fotografické soutěže Frame. Je členem fotografické skupiny ChoiceImages.
Živí se komerčními zakázkami, prodejem fotografií, výukou ve vlastní fotoškole a také vede workshopy v nejrůznějších fotografických institucích. Mezi roky 2002–2008 přednášel teorii fotografie a předmět Dokument a fikce na opavském ITF.

## Tvůrčí činnost
V rámci studia na ITF se mj. účastnil projektu Lidé Hlučínska, během něhož začala jeho spolupráce s Jindřichem Štreitem. V druhé polovině 90. let vytvářel unikátní dokument o romské komunitě v Brně nebo reportáž o životě premonstrátů v želivském klášteře. Postupně se začal zaměřovat na obecnější subjektivní soubory. Zlomem v jeho životě byl zisk hlavní ceny v japonské soutěži MiO Photo Award v roce 2000. Díky ní se mohl po dobu dvou let naplno věnovat fotografické tvorbě.